# Distretto di Zehlendorf
Il distretto di Zehlendorf (in tedesco Bezirk Zehlendorf) era un distretto della città tedesca di Berlino.

## Storia
Il distretto di Zehlendorf fu creato nel 1920 in seguito alla legge istitutiva della “Grande Berlino”, con la quale venivano annessi alla capitale tedesca una serie di città, comuni rurali e territori agricoli dell’immediato circondario.

Il distretto, indicato con il numero 10, comprese le aree fino ad allora costituenti i comuni rurali di Nikolassee, di Wannsee e di Zehlendorf, e i territori agricoli di Dahlem, Klein-Glienicke e Pfaueninsel, e la parte settentrionale del territorio agricolo della Potsdamer Forst.
Nel 1945 il distretto fu assegnato al settore di occupazione statunitense e quindi a Berlino Ovest.
Nel 2001, nell’ambito della riforma amministrativa dei distretti berlinesi, il distretto di Zehlendorf venne fuso con il distretto di Steglitz, creando il nuovo distretto di Steglitz-Zehlendorf.
L’area dell’ex distretto di Zehlendorf corrisponde oggi ai quartieri di Dahlem, Nikolassee, Wannsee e Zehlendorf.